# Gherardo Colombo
(Gherardo Colombo, Il peso della libertà, 2010)
Gherardo Colombo (Briosco, 23 giugno 1946) è un ex magistrato, giurista, saggista e scrittore italiano, attualmente ritiratosi dal servizio, divenuto famoso per aver condotto o contribuito a inchieste celebri quali la scoperta della Loggia P2, il delitto Giorgio Ambrosoli, Mani pulite, i processi Imi-Sir/Lodo Mondadori/Sme.

## Biografia
Dopo aver conseguito la maturità classica, si iscrive all'Università Cattolica del Sacro Cuore, presso la quale si laurea in giurisprudenza nel 1969 discutendo la tesi con il prof. Franco Cordero. Nel 1974 - dopo aver lavorato per la RAS come supervisore - entra in magistratura e, dal 1975 al 1978, opera in qualità di giudice nelle udienze della VII sezione penale della Corte di Milano.

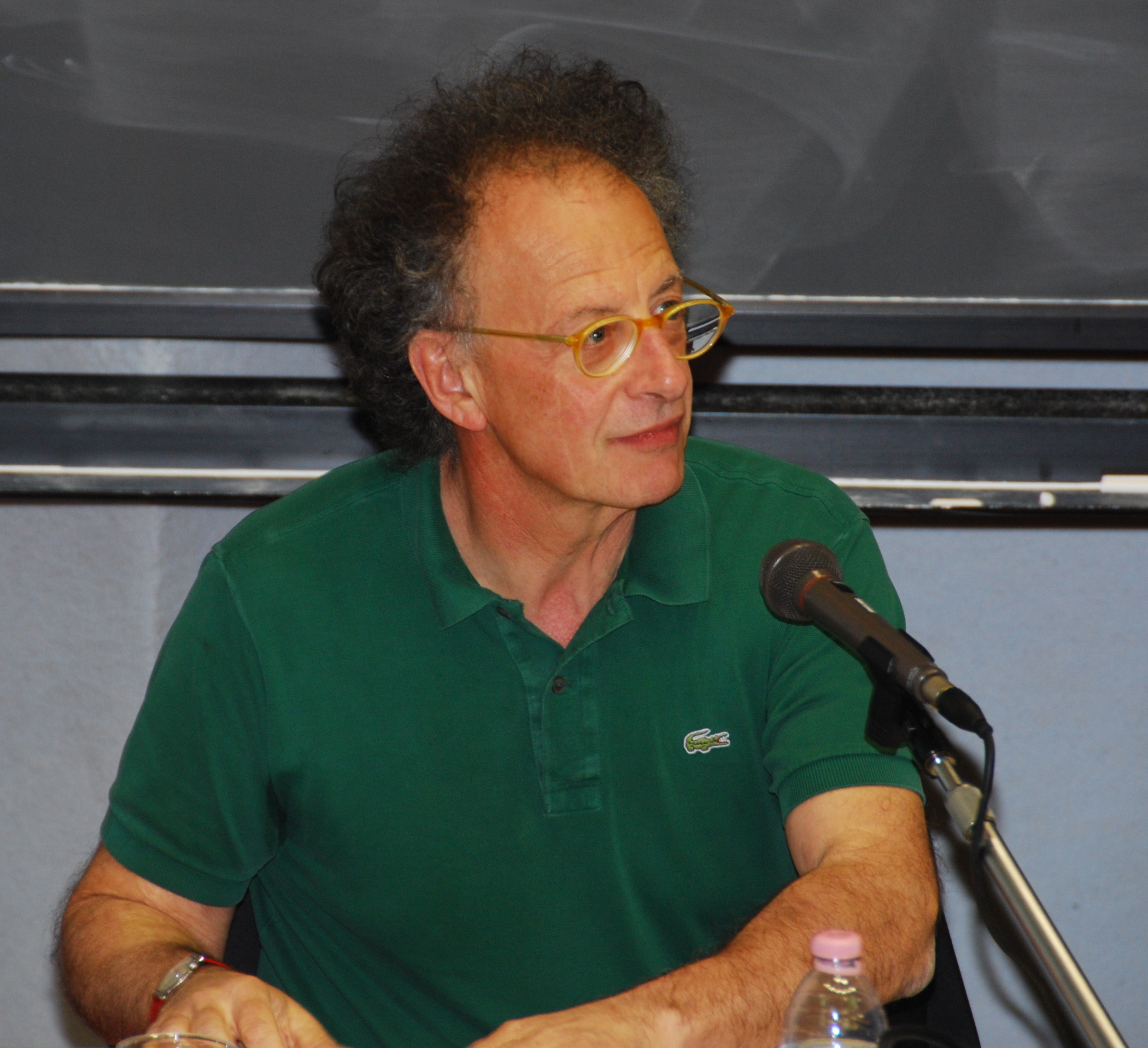
Gherardo Colombo

Dal 1978 al 1989 è giudice istruttore e, nell'ambito dell'inchiesta sull'omicidio Ambrosoli, in particolare nel corso delle indagini sul falso rapimento Sindona, assieme al suo collega Giuliano Turone, dispose la perquisizione domiciliare di tutti i recapiti noti di Licio Gelli, "maestro venerabile" della loggia massonica P2. L'operazione si svolse il 17 marzo 1981 sia nella villa Wanda ad Arezzo, di proprietà di Gelli, sia in un suo recapito occulto, annotato in un'agendina sequestrata a Sindona poco tempo prima: un ufficio messo a sua disposizione a Castiglion Fibocchi, provincia di Arezzo, dalla ditta Giole del gruppo Lebole. La perquisizione ebbe un risultato clamoroso solo in quest'ultimo ufficio, dove portò alla scoperta della lista di quasi mille iscritti alla loggia P2, nonché di 33 buste sigillate contenenti la documentazione inerente a operazioni di enorme rilievo nazionale gestite dalla loggia segreta attraverso percorsi non trasparenti ed eludendo ogni controllo istituzionale e di opinione pubblica.
Dal 1987 al 1989 fa parte della commissione che esamina i materiali riguardanti importanti processi contro il crimine organizzato; l'analisi di tali procedimenti è situata all'interno della riforma del Codice di procedura penale da parte del Ministero di grazia e giustizia. Dal 1987 al 1990 partecipa in qualità di osservatore - per conto della Società Internazionale di Difesa Sociale - alla commissione di esperti per la cooperazione internazionale nella ricerca e nella confisca dei profitti illeciti.
Dal 1989 al 1992 è consulente per la Commissione parlamentare d'inchiesta sul terrorismo in Italia, e nel 1993 è consulente per la Commissione parlamentare d'inchiesta sulla mafia. Dal 1989 è pubblico ministero presso la Procura della Repubblica di Milano. Fondamentale il suo contributo alle indagini e ai processi nell'ambito dell'operazione Mani pulite.
Nel marzo del 2005 è stato nominato Consigliere presso la Corte di cassazione. A metà febbraio del 2007, in casuale coincidenza dello scadere del 15º anno dall'inizio dell'inchiesta Mani pulite, comunica le sue dimissioni da magistrato con lettera al Consiglio Superiore della Magistratura e al Ministero della giustizia. Da allora si impegna nell'educazione alla legalità nelle scuole, attraverso incontri con studenti di tutta Italia, e proprio per tale attività ha ricevuto il Premio Nazionale Cultura della Pace 2008.
Nel settembre 2009 viene nominato presidente della casa editrice Garzanti Libri. È membro Onorario del Comitato Scientifico d'Onore della Fondazione Rachelina Ambrosini. Il 24 ottobre 2010 fonda, insieme ad alcuni amici, l'associazione Sulleregole (www.sulleregole.it), che opera gratuitamente nel settore dell'educazione alla legalità, nella diffusione della conoscenza della Costituzione italiana, nel volontariato nelle carceri, nella formazione degli insegnanti. Il 5 luglio 2012 viene eletto nel CDA della Rai su indicazione di associazioni della società civile, cui il Partito Democratico aveva affidato la scelta. L'elezione è avvenuta da parte della commissione di vigilanza Rai. Cessa l'incarico nell'agosto 2015.
È membro del comitato etico della Fondazione Umberto Veronesi e dell'Advisory Board di Transparency International Italia. È volontario ATS presso il III raggio della Casa Circondariale San Vittore di Milano. È Coordinatore del Comitato per la legalità, la trasparenza e l'efficienza della pubblica amministrazione del Comune di Milano. È presidente o membro di alcuni Organismi di vigilanza. È presidente dell'ente pubblico Cassa delle Ammende. È testimonial dell'Associazione Ancora ONLUS per la cura e il sollievo dei malati e delle loro famiglie. Nel 2016 riceve il Premio Passaggi, assegnato da Passaggi Festival a personalità che si sono distinte per l'attività di saggistica o per la loro figura morale.
Nell'aprile 2020 entra a far parte della commissione di inchiesta del comune di Milano sulle morti sospette nel Pio Albergo Trivulzio legate all'emergenza Coronavirus.
Ha fondato la Ong: Resq People Saving People.
L'11 maggio 2022 a Palazzo Marino, a Milano, è stato insignito del Premio Campione, il riconoscimento dei City Angels, per il suo impegno sociale con Resq People e per la sua opera a favore della divulgazione dei valori della legalità e della Costituzione italiana.

## Filmografia
- 1992, regia di Giuseppe Gagliardi - Serie TV con Pietro Ragusa nei panni di Gherardo Colombo (2015)

## Opere
- Commento all'art. 226 in Giulio Ubertis (a cura di), Commentario del nuovo Codice di procedura penale, Appendice. Norme di coordinamento e transitorie, Milano, Giuffrè, 1990. ISBN 88-14-02491-X.
- Il riciclaggio. Gli strumenti giudiziari di controllo dei flussi monetari illeciti con le modifiche introdotte dalla nuova legge antimafia, Milano, Giuffrè, 1990. ISBN 88-14-02645-9.
- Il nuovo codice di procedura penale, in Raimondo Catanzaro e Filippo Sabetti (a cura di), Politica in Italia. I fatti dell'anno e le interpretazioni. Edizione 1990, Bologna, il Mulino, 1990. ISBN 88-15-02885-4.
- Il maxi processo, in Claudio Castelli e Giovanna Ichino (a cura di), Il nuovo processo penale. Caratteri ed effetti del primo codice della Repubblica, Milano, FrancoAngeli, 1991. ISBN 88-204-6325-3.
- La legislazione antimafia. Annotata con la giurisprudenza ed integrata con la normativa complementare, con Luigi Magistro, Milano, Giuffrè, 1994. ISBN 88-14-04711-1.
- Il sistema degli appalti, a cura di, Milano, Giuffrè, 1995. ISBN 88-14-05304-9.
- Alla scoperta di nuovi alfabeti. Frammenti di ricerca, S. Bellino, Centro documentazione polesano, 1995.
- Il vizio della memoria, Milano, Feltrinelli, 1996. ISBN 88-07-17011-6.
- Ameni inganni, con Corrado Stajano, Milano, Garzanti, 2000
- Come affrontare il processo penale. Scopi e interpreti del processo, le indagini preliminari, decisioni e processi, profili economici e responsabilità degli operatori, con Alessandra Dal Moro, Milano, Hoepli, 2001. ISBN 88-203-2649-3.
- Giorgio Ambrosoli: servire lo Stato per scelta di libertà, con Umberto Ambrosoli, Stefano Canestrari, Egidio Conti, Piercamillo Davigo, Alfredo Giani e Vidmer Mercatali, Ravenna, Girasole, 2005. ISBN 88-7567-459-0.
- Sulle regole, Milano, Feltrinelli, 2008. ISBN 978-88-07-17145-1.
- Sei Stato tu? La Costituzione attraverso le domande dei bambini, con Anna Sarfatti, Milano, Salani, 2009. ISBN 978-88-6256-045-0
- Che cos'è la legalità?, con CD, Roma, Sossella, 2010. ISBN 978-88-89829-68-4.
- Le regole raccontate ai bambini, con Marina Morpurgo, Milano, Feltrinelli kids, 2010. ISBN 978-88-07-92153-7.
- Educare alla legalità. Suggerimenti pratici e non per genitori e insegnanti, con Anna Sarfatti, Milano, Salani, 2011. ISBN 978-88-6256-474-8
- Democrazia, Torino, Bollati Boringhieri, 2011. ISBN 978-88-339-2246-1.
- Il perdono responsabile. Si può educare al bene attraverso il male? Le alternative alla punizione e alle pene tradizionali, Firenze, Ponte delle grazie, 2011. ISBN 978-88-6220-350-0.
- Farla franca. La legge è uguale per tutti?, con Franco Marzoli, Milano, Longanesi, 2012. ISBN 978-88-304-3267-3.
- Imparare la libertà. Il potere dei genitori come leva di democrazia, con Elena Passerini, Milano, Salani, 2013. ISBN 978-88-6715-297-1.
- Lettera a un figlio su mani pulite, Milano, Garzanti, 2015. ISBN 978-88-11-68920-1.
- La tua giustizia non è la mia, con Piercamillo Davigo, Milano, Longanesi, 2016 ISBN 978-88-304-4660-1
- Il legno storto della Giustizia, con Gustavo Zagrebelsky, Milano, Garzanti, 2017 ISBN 978-88-11-68802-0
- La bambina tutta verde, illustrazioni di Sofia Paravicini, Milano, Salani 2019 ISBN 978-8893819879
- Anche per giocare servono le regole. Come diventare cittadini, Milano, Chiarelettere, 2020, ISBN 9788832962581, collana Ri-creazioni

## Podcast
- Lo stato parallelo, di Gherardo Colombo e Danco Singer, 10 ottobre 2022, prodotto da Frame-Festival della Comunicazione per Rai Play Sound

## Vita privata
È fratello del primario, ora a riposo, di Radioterapia dell'Azienda Ospedaliera Alessandro Manzoni di Lecco, dott. Alessandro Colombo.